# Herbert Vesely
Herbert Vesely (Viena, 31 de març de 1931 - Múnic, 13 de juliol de 2002) és un guionista i director de cinema austríac. Va dirigir 17 pel·lícules entre 1955 i 1988. Va estar casar amb la cantant i actriu Dany Mann

## Biografia
El seu pare era Alois Vesely (1885-1945) general d'enginyers i expert en balística. Després de graduar-se a l'escola secundària el 1948, Herbert Vesely va estudiar cinc semestres d'estudis teatrals i història de l'art a la Universitat de Viena. Durant aquest temps va dirigir alguns curtmetratges. El productor de cinema Hans Abich va fer possible que el 1955 produís el film experimental Nicht mehr fliehen (Ja no fugiré). El seu primer llargmetratge va ser Das Brot der frühen Jahre (El pa dels primers anys), una adaptació cinematogràfica basada en Heinrich Böll que fou seleccionada al 15è Festival Internacional de Cinema de Canes. El 6 de juliol de 1962 va participar a Bonn a Escenari per a una percepció sensual: KONZIL amb la seva pel·lícula Nicht mehr fliehen.
El 1962 va signar el Manifest Oberhausen juntament amb altres autors i directors. Pel seu curtmetratge Düsseldorf va rebre una menció especial al Festival Internacional de Cinema de Sant Sebastià 1962. El 1982 va ser guardonat amb la Filmband in Gold pel seu treball.

## Filmografia (com a director)
| - 1955: Nicht mehr fliehen (també guionista) - 1958: Autobahn (també productor) - 1960: Die Stadt - 1961: Folkwangschulen (també guionista) - 1962: Das Brot der frühen Jahre (també guionista) - 1962: Düsseldorf - 1963: Sie fanden ihren Weg - 1966: Ein Haus aus lauter Liebe (també guionista) - 1969: Deine Zärtlichkeiten - 1970: Das Bastardzeichen - 1972: Sternschnuppe (també guionista) | - 1974: Münchner Geschichten (Sèrie, 3 episodis) - 1974: Ulla oder Die Flucht in die schwarzen Wälder - 1975: Depressionen (també guionista) - 1976: Der kurze Brief zum langen Abschied (també guionista) - 1978: Die Ängste des Dr. Schenk - 1980: Wer anderen eine Grube gräbt - 1980: Egon Schiele – Exzesse (també guionista i coproductor) - 1983: Der Platzanweiser (actor) - 1987: Plaza Real (també guionista) |